# Barbanyo
Barbanyo és una entitat local menor del municipi de Montijo, pertanyent a la província de Badajoz a Extremadura. Es troba a 7 quilòmetres del cap de municipi Montijo.